# Iglesia de Guañacagua
La iglesia de Guañacagua es un templo católico, parte del conjunto de iglesias del altiplano chileno. Se ubica en la localidad de Guañacagua en la región de Arica y Parinacota, al extremo norte de Chile. Se construyó a mediados del siglo XVII y fue restaurada en el año 2010. Es representativa del estilo barroco andino y posee influencias aimaras. Fue declarada Monumento Nacional de Chile, en la categoría de Monumento Histórico, mediante el Decreto Exento n.º 3365, del 5 de noviembre de 2008.

## Historia
La localidad de Guañacagua se ubica en el valle de Codpa, 2525 metros sobre el nivel del mar, y pertenece a la comuna de Camarones. Los registros arqueológicos evidencian que el origen de la comunidad es prehispánico. «Guañacagua» viene del aimara wañaq’awa, que significa «quebrada seca». Posee una población mayoritariamente católica y mestiza.
La construcción de la iglesia se remontaría al siglo XVII, según consta en los libros parroquiales de Codpa. Sin embargo, el templo ha sido intervenido y reconstruido múltiples veces a lo largo de su historia. En la primera década del siglo XX la iglesia fue reconstruida, según consta en las inscripciones de los muros frontales. Luego del terremoto de 1986 se llevó a cabo una restauración del monumento; se construyeron contrafuertes para fortalecer los muros y se reparó el techumbre. En 2005 otro terremoto afectó el norte de Chile. La iglesia de Guañacagua fue gravemente afectada. 
En 2008, la iglesia fue declarada Monumento Nacional por el Ministerio de Educación, declaratoria que destacó su estilo arquitectónico típico del llamado barroco andino, representativo del sincretismo cultural producto del vínculo entre conquistadores y religiosos europeos y los habitantes originarios.
En 2010, la fundación Altiplano, financiada por el programa «Puesta en Valor del Patrimonio» de la Subsecretaría de Desarrollo Regional y Administrativo, inició una restauración completa al monumento. El proyecto se terminó en el año 2011.

## Descripción
El templo es el centro del conjunto ceremonial católico andino del poblado de Guañacagua. El conjunto está formado por el atrio, el muro perimetral del atrio, la torre campanario, la capilla posa, el cementerio y la cruz en el atrio. Los materiales que componen la estructura son: barro arcilloso, adobe asentado en barro, madera, piedra y paja brava.
El atrio del templo es donde la comunidad se reúne para celebrar procesiones y liturgias. Es un ejemplo de la asimilación de la cultura aimara, acostumbrada al culto al aire libre, con las costumbres católicas. El campanario se construyó en base de piedras canteadas pegadas con argamasa de barro.
Las paredes del templo están hechas de piedra, a excepción del frontis que está hecho de adobe. La techumbre es de paja brava. En el interior, un retablo de adobe separa la nave del ábside. El retablo es uno de los elementos más destacados en la arquitectura barroca andina. El de la iglesia de Guañacagua cuenta con seis hornacinas; en la central se ubica una imagen de San Pedro, el patrono de la iglesia.

### Restauración
La intervención realizada en 2010 buscó mantener la estabilidad del edificio, por medio de elementos y materiales originales: piedra canteada de origen volcánico para las paredes y paja brava para la techumbre. Se buscó además mantener su fisonomía, volumetría y geometría. También se restituyeron sus muebles y detalles originales, para fomentar la identidad local.